# Norbert Mnich
Norbert Mnich (ur. 18 kwietnia 1966, zm. 30 września 2016 w Chocianowicach) – polski tenisista stołowy, medalista mistrzostw świata, Europy, a także wielokrotny medalista mistrzostw Polski.

## Kariera sportowa
Był wychowankiem LZS Żywocice, a następnie występował w zespole AZS Politechnika Śląska Gliwice. Z gliwickim klubem pięć razy z rzędu zdobywał drużynowe mistrzostwo Polski (1987-1991) i pięć razy z rzędu drużynowe wicemistrzostwo Polski (1982-1986). Na indywidualnych mistrzostwach Polski wywalczył złoty medal w grze deblowej w 1987 (z Mirosławem Pierończykiem), dwa srebrne medale w grze deblowej (1986, 1991), dwa srebrne medale w grze mieszanej (1987, 1991) oraz brązowy medal w grze deblowej (1990). W latach 1992–2012 występował w zespołach niemieckich, po czym reprezentował barwy KS Viret CMC Zawiercie i od 2014 LZS Kujakowice.
Reprezentował Polskę na mistrzostwach świata w 1985 (był rezerwowym zespołu, który sięgnął po brązowy medal w turnieju drużynowym) i 1987.
W czasie Międzynarodowych Mistrzostw Belgii, w meczu z greckim zawodnikiem Dimitriosem Zikosem przyznał się przy decydującej piłce (przy stanie 19:20 w piątym secie) do niezauważonego przez sędziów błędu podwójnego odbicia i ostatecznie przegrał mecz. Otrzymał wówczas nagrodę główną fair play Polskiego Komitetu Olimpijskiego oraz dyplom Międzynarodowego Komitetu Fair Play w kategorii czyn-postawa fair play za 1985 rok.
Razem z reprezentacją Polski zdobył brązowy medal Mistrzostw Europy w 1986.
Zmarł w Chocianowicach 30 września 2016 po zasłabnięciu w czasie meczu z ATS Ligota Łabędzka grając w barwach LZS Kujakowice.